# Kalitta Air
Kalitta Air est une compagnie aérienne de transport de fret américaine, basée dans le Michigan. Elle est détenue à 100 % par Conrad Kalitta. 

## Histoire

### Sous American International Airways
La compagnie a opéré sous le nom d' American International Airways ou AIA dès 1984 notamment pour du fret. En 1997, AIA fusionne avec Kitty Hawk Inc. 

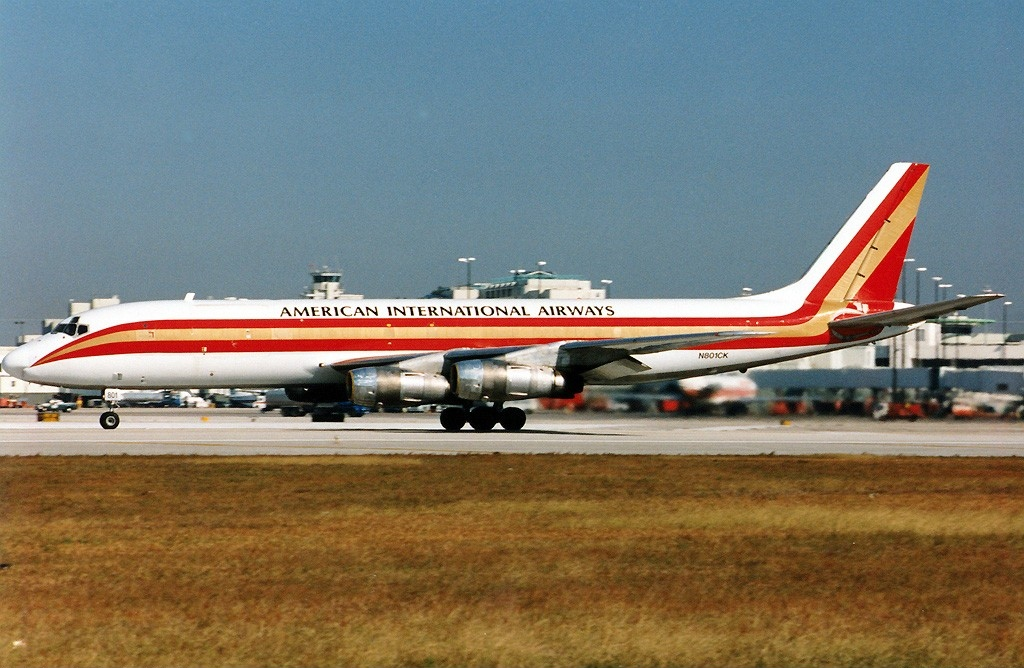
Douglas DC-8-55(F)

### Kalitta Air
En avril 2000, la Kitty Hawk Inc cesse ses activités, Kalitta décide de sauver la compagnie. Kalitta Air commence alors son exploitation en novembre 2000 utilisant les licences de l’ancienne compagnie. Spécialisée dans le transport express avec n'importe quel type de fret, la compagnie effectue des vols réguliers et charters pour ses clients aux États-Unis et à travers le monde, ainsi que des vols à la demande.

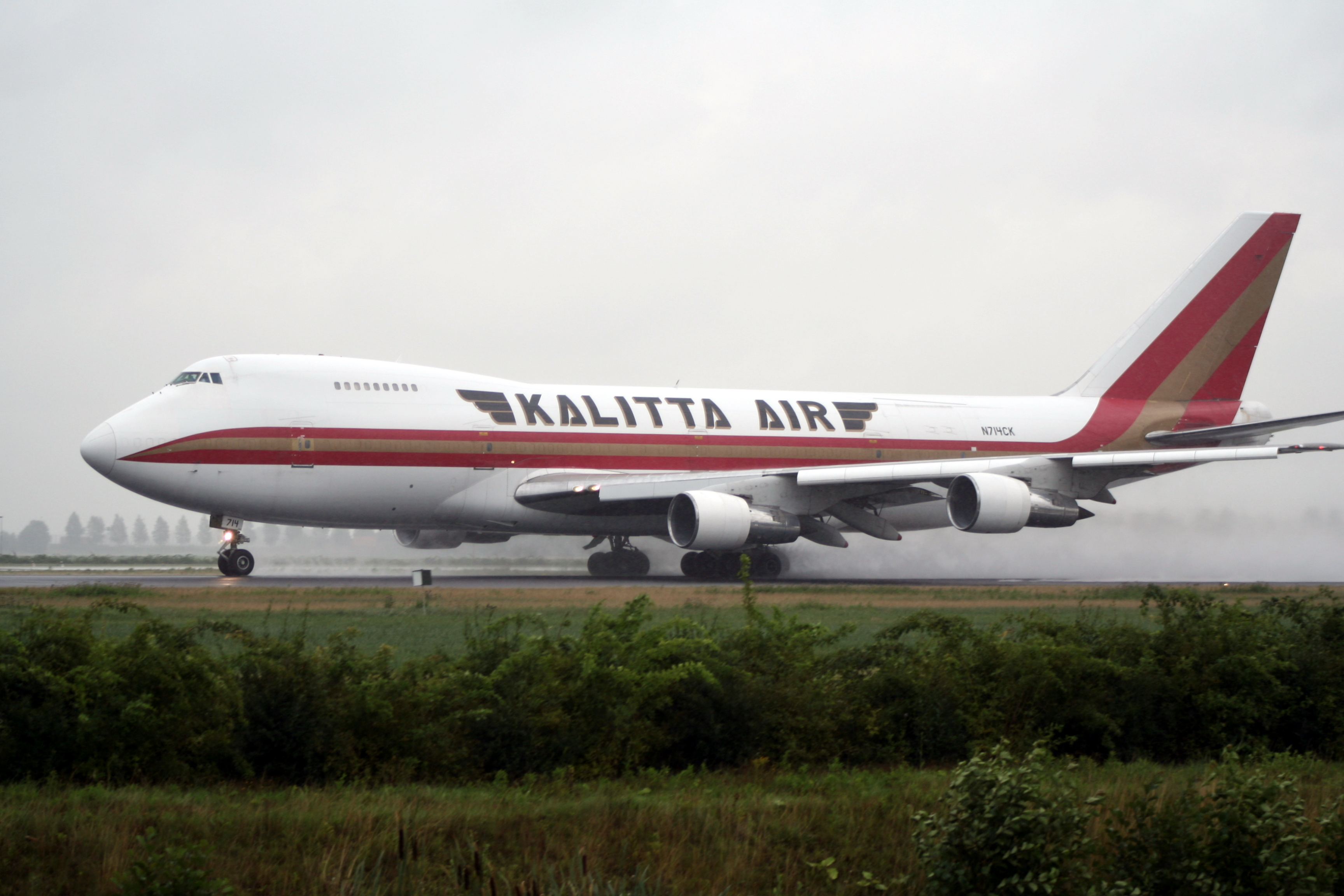
Boeing 747 à Schiphol.

## Flotte

### Flotte actuelle
Au 12 décembre 2020,: la flotte de la compagnie est constituée des avions suivants :

### Flotte historique
| - Boeing 727-223(F) - Boeing 747-269B(SF) - McDonnell Douglas DC-9-33(CF) |

- Boeing 727-100F
- Boeing 727-200F
- Boeing 747-100
- Boeing 747-100F
- Boeing 747-200F
- Boeing 747-400
- Douglas DC-8-50F
- Douglas DC-8-61F
- Douglas DC-8-62F
- Douglas DC-8-63F
- Douglas DC-9-10F
- Lockheed L-1011-200 TriStar
- Lockheed L-1011-200F TriStar

## Accidents et incidents
- Le 18 août 1993, le Douglas DC-8 (N814CK) assurant le vol American International Airways 808 s’écrase pendant l'approche de la base navale de la baie de Guantánamo. Les 3 membres d’équipage survivent malgré leurs graves blessures, l'appareil est complètement détruit. Les causes probables de l'accident sont attribuées aux mauvaises décisions et la fatigue accumulée des pilotes. L'accident a fait l'objet d'un épisode dans la série télé Air Crash nommé « À la frontière » (saison 19 - épisode 4).

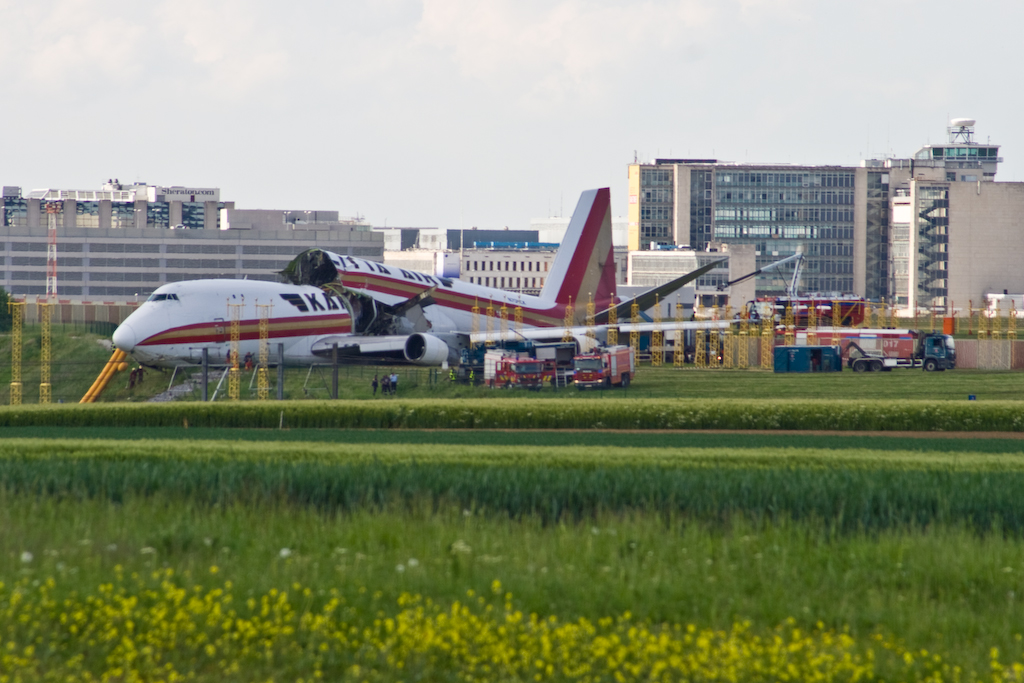
Le Boeing 747 de Kalitta Air accidenté à Bruxelles le 25 mai 2008.

- Le 25 mai 2008, le vol Kalitta Air 207, un Boeing 747-209F cargo affrété par DHL, devant relier l'aéroport de Bruxelles (Belgique) à l'aéroport international de Bahreïn (Bahreïn), avec 76 tonnes de fret (dont plus de la moitié de courrier diplomatique américain[3]) entame son décollage de la piste 19 de Bruxelles, et subit une collision aviaire avec un faucon crécerelle. Le pilote aux commandes décide d'annuler le décollage, alors que la distance n'est plus suffisante pour garantir l'arrêt de l'avion. L'appareil ne réussit pas à s'arrêter avant la fin de la piste et sort de celle-ci. Le Boeing se brise en 3 sections, puis s'immobilise juste avant un talus surplombant la ligne ferroviaire 36, sans qu'aucun incendie ne se déclare. Les quatre membres d'équipage et l'unique passager[4] s'en sortent avec des blessures mineures. À la suite de cet accident, la carcasse de l'avion fait l'objet d'une surveillance permanente par des militaires américains[5], jusqu'à son déblayage à la mi-juin 2008[6]. Bien que l'avion ait été victime d'une collision aviaire, l'accident est considéré comme étant principalement dû à une erreur de pilotage (décision de freiner au lieu de poursuivre le décollage)[7],[8],[4].
- Le 7 juillet 2008, le vol Centurion Air Cargo 164, un Boeing 747-209F cargo (N714CK) opéré par Centurion Air Cargo (en), reliant l'aéroport international El Dorado (Colombie) à l'aéroport international de Miami (États-Unis), s'écrase sur une ferme peu après son décollage, provoquant la mort de 2 personnes au sol. L'équipage survivra. L'accident est dû à un problème de moteurs[9].